# Chrysosplenium arctomontanum
Chrysosplenium arctomontanum är en stenbräckeväxtart som först beskrevs av Petrovsky, och fick sitt nu gällande namn av S.S. Kharkevich. Chrysosplenium arctomontanum ingår i släktet gullpudror, och familjen stenbräckeväxter. Inga underarter finns listade i Catalogue of Life.